# Gerardus Craeyvanger
Gerardus Craeyvanger o Gerardus Kraijvanger (Utrecht, 13 de janeiro de 1775 – ibidem, 10 de março de 1855) era um barítono e violinista holandês. Também trabalhou como diretor de coro e professor de canto.
Era filho de Gijsbertus Craeyvanger e Geertruida Klingen. Sua irmã, Gertrudis Craeyvanger, era poetisa. Se casou com Johanna Swillens e depois com Elisabeth Margaretha Swillens. Era o pai dos pintores Gijsbertus Craeyvanger e Reinier Craeyvanger, e do violinista Carolus Arnoldus Craeyvanger.